# Luidia latiradiata
Luidia latiradiata is een kamster uit de familie Luidiidae.
De wetenschappelijke naam van de soort werd in 1871 gepubliceerd door John Edward Gray.